# Margyricarpus cristatus
Margyricarpus cristatus är en rosväxtart som beskrevs av Nathaniel Lord Britton. Margyricarpus cristatus ingår i släktet Margyricarpus och familjen rosväxter. Inga underarter finns listade i Catalogue of Life.